# Richard Cripwell

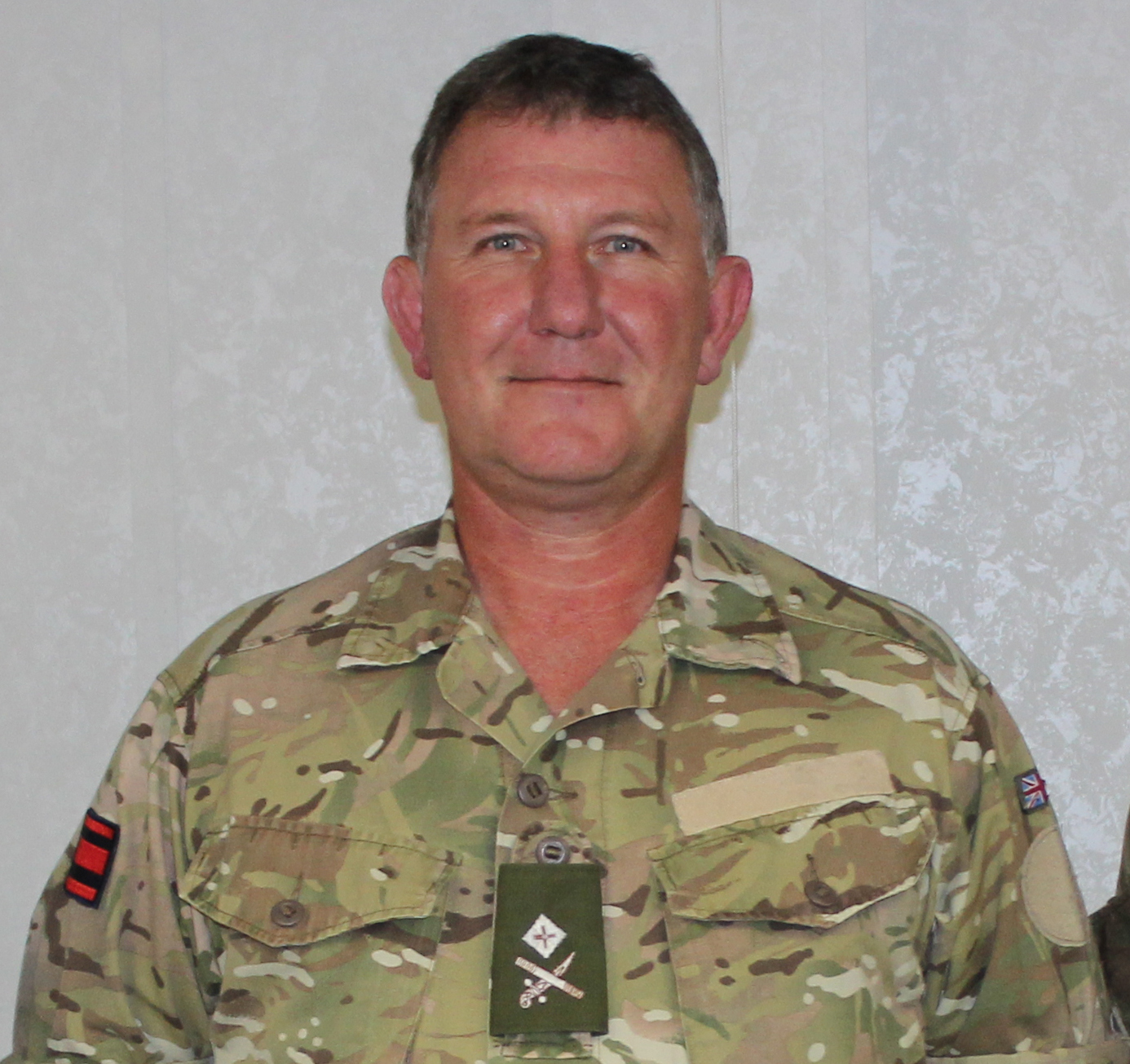
Richard Cripwell (2015)

Richard John Cripwell, CB, CBE, CStJ (* 1962 in Newry), ist ein ehemaliger hochrangiger britischer Heeresoffizier, zuletzt Generalleutnant. Seit 2022 ist er Vizegouverneur von Guernsey.

## Frühes Leben und Ausbildung
Cripwell wurde 1962 in Newry, Nordirland, geboren und erhielt seine Ausbildung in Dublin, Irland, und am Welbeck Defense Sixth-Form College bei Loughborough.

## Militärische Laufbahn
Cripwell trat 1982 als Second Lieutenant der Royal Engineers in die britische Armee ein, wurde Kommandeur des 26. Engineer Regiment und anschließend Kommandeur der Intelligence, Surveillance and Reconnaissance Task Force im Kosovo. Im Januar 2010 wurde er stellvertretender Stabschef im Ständigen Gemeinsamen Hauptquartier, im Februar 2012 Direktor der Strategic Transition and Assessments Group im Hauptquartier der International Security Assistance Force und im Januar 2013 Kommandeur der britischen Streitkräfte auf Zypern und Verwalter der Hoheitszonen. Danach wurde er im März 2015 Leiter des britischen Verteidigungsstabs und Verteidigungsattaché in Washington, D.C.
Cripwell wurde am 16. Oktober 2017 zum stellvertretender Befehlshaber der NATO-Mission Resolute Support ernannt und zum Lieutenant-General befördert. Am 22. Februar 2019 übernahm Cripwell das Amt des stellvertretenden Befehlshabers des NATO Allied Land Command.

## Politische Laufbahn
Am 8. September 2021 wurde bekannt gegeben, dass Cripwell zum neuen Vizegouverneur (Lieutenant Governor) von Guernsey ernannt worden war. Er wurde am 15. Februar 2022 vereidigt und schied am 29. April 2022 aus der britischen Armee aus.

## Auszeichnungen, Orden und Ehrenzeichen
- 1998: Queen’s Commendation for Valuable Service[12]
- um 1998: Officer der Legion of Merit (Vereinigte Staaten)
- um 2013: Commander des Order of the British Empire (CBE)
- 2017: Companion des Order of the Bath (CB)[13]
- 2021: Bronze Star Medal (Vereinigte Staaten)[14]
- 2023: Commander des Order of St. John[15]